# História da Internet
A internet surgiu a partir de pesquisas militares no auge da Guerra Fria. Neste contexto, em que os dois blocos ideológicos e politicamente antagônicos exerciam enorme controle e influência no mundo, qualquer mecanismo, qualquer inovação, qualquer ferramenta nova poderia contribuir nessa disputa liderada pela União Soviética e pelos Estados Unidos: as duas superpotências compreendiam a eficácia e a necessidade absoluta dos meios de comunicação. Nessa perspectiva, o governo dos Estados Unidos temia um ataque russo às bases militares. Um ataque poderia trazer a público informações sigilosas, tornando os EUA vulneráveis. Então foi idealizado um modelo de troca e compartilhamento de informações que permitisse a descentralização das mesmas. Assim, se o Pentágono fosse atingido, as informações armazenadas ali não estariam perdidas. Era preciso, portanto, criar uma rede, a ARPANET, criada pela ARPA, sigla para Advanced Research Projects Agency. Em 1962, J. C. R. Licklider, do Instituto Tecnológico de Massachusetts (MIT), já falava em termos da criação de uma Rede Intergaláctica de Computadores (Intergalactic Computer Network, em inglês).[carece de fontes?] A Internet também teve outros importantes atores que influenciaram o seu surgimento, dentre eles: professores universitários (como Ken King), estudantes (como Vint Cerf), empresas de tecnologia (como a IBM) e alguns políticos norte-americanos (como Al Gore); caindo-se, portanto, a tese que vigorava anteriormente que enfatizava somente a vertente militar da sua criação.

## Começo
A ARPANET funcionava através de um sistema conhecido como chaveamento de pacotes, que é um sistema de transmissão de dados em rede de computadores no qual as informações são divididas em pequenos pacotes, que por sua vez contém trecho dos dados, o endereço do destinatário e informações que permitiam a remontagem da mensagem original. O ataque inimigo nunca aconteceu, mas o que o Departamento de Defesa dos Estados Unidos não sabia era que dava início ao maior fenômeno midiático do século XX', único meio de comunicação que em apenas 4 anos conseguiria atingir cerca de 50 milhões de pessoas.
Em 29 de Outubro de 1969 ocorreu a transmissão do que pode ser considerado o primeiro E-mail da história. O texto desse primeiro e-mail seria "LOGIN", conforme desejava o Professor Leonard Kleinrock da Universidade da Califórnia em Los Angeles (UCLA), mas o computador no Stanford Research Institute, que recebia a mensagem, parou de funcionar após receber a letra "O".
Já na década de 1970, a tensão entre URSS e EUA diminui. As duas potências entram definitivamente naquilo em que a história se encarregou de chamar de Coexistência Pacífica. Não havendo mais a iminência de um ataque imediato, o governo dos EUA permitiu que pesquisadores que desenvolvessem, nas suas respectivas universidades, estudos na área de defesa pudessem também entrar na ARPANET. Com isso, a ARPANET começou a ter dificuldades em administrar todo este sistema, devido ao grande e crescente número de localidades universitárias contidas nela.
Dividiu-se então este sistema em dois grupos, a MILNET, que possuía as localidades militares e a nova ARPANET, que possuía as localidades não militares. O desenvolvimento da rede, nesse ambiente mais livre, pôde então acontecer. Não só os pesquisadores como também os alunos e os amigos dos alunos, tiveram acesso aos estudos já empreendidos e somaram esforços para aperfeiçoá-los. Houve uma época nos Estados Unidos em que sequer se cogitava a possibilidade de comprar computadores prontos, já que a diversão estava em montá-los.
A mesma lógica se deu com a Internet. Jovens da contracultura, ideologicamente engajados em uma utopia de difusão da informação, contribuíram decisivamente para a formação da Internet como hoje é conhecida. A tal ponto que o sociólogo espanhol e estudioso da rede Manuel Castells afirmou no livro A Galáxia da Internet (2003) que A Internet é, acima de tudo, uma criação cultural.
Um sistema técnico denominado Protocolo de Internet (Internet Protocol) permitia que o tráfego de informações fosse encaminhado de uma rede para outra. Todas as redes conectadas pelo endereço IP na Internet comunicam-se para que todas possam trocar mensagens. Através da National Science Foundation, o governo norte-americano investiu na criação de backbones (que significa espinha dorsal, em português), que são poderosos computadores conectados por linhas que tem a capacidade de dar vazão a grandes fluxos de dados, como canais de fibra óptica, elos de satélite e elos de transmissão por rádio. Além desses backbones, existem os criados por empresas particulares. A elas são conectadas redes menores, de forma mais ou menos anárquica. É basicamente isto que consiste a Internet, que não tem um dono específico.
O cientista Tim Berners-Lee, do CERN, criou a World Wide Web em 1992.
A empresa norte-americana Netscape criou o protocolo HTTPS (HyperText Transfer Protocol Secure), possibilitando o envio de dados criptografados para transações comercias pela internet.
Por fim, vale destacar que já em 1992, o então senador Al Gore, já falava na Superhighway of Information. Essa "superestrada da informação" tinha como unidade básica de funcionamento a troca, compartilhamento e fluxo contínuo de informações pelos quatro cantos do mundo através de uma rede mundial, a Internet. O que se pode notar é que o interesse mundial aliado ao interesse comercial, que evidentemente observava o potencial financeiro e rentável daquela "novidade", proporcionou o boom (explosão) e a popularização da Internet na década de 1990. Até 2003, cerca de mais de 600 milhões de pessoas estavam conectadas à rede. Segundo a Internet World Estatistics, em junho de 2007 este número se aproxima de 1 bilhão e 234 milhões de usuários.

## Arpanet

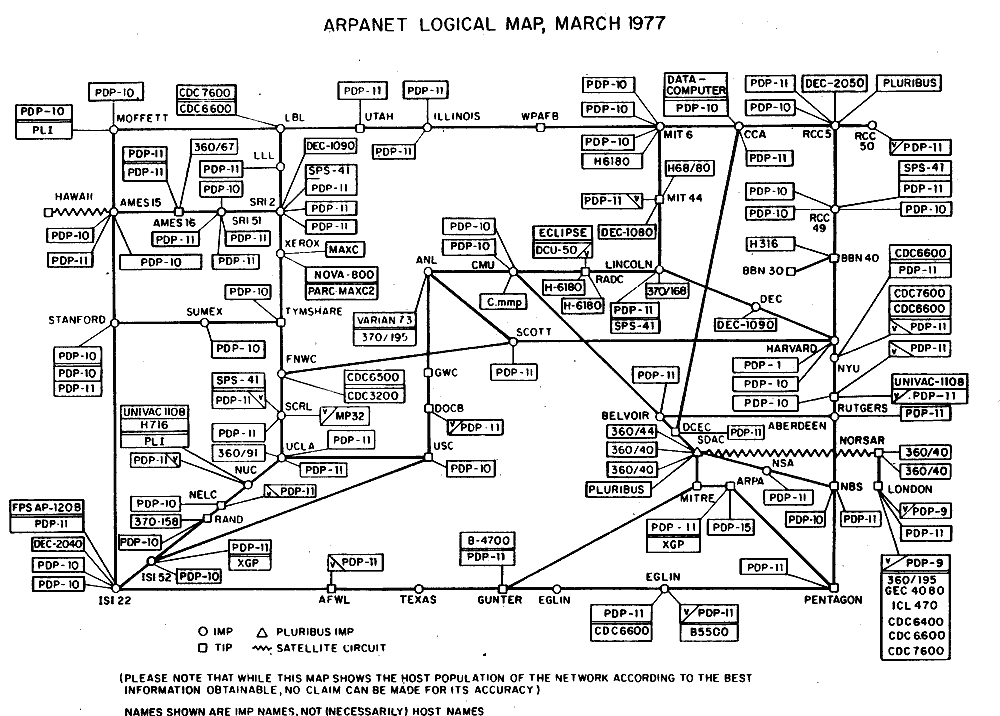
Mapa lógico da Arpanet, Março de 1977

Promovido ao topo do serviço de processamento de informação na Darpa, Robert William Taylor pretendia realizar as ideias de Licklider de sistemas de rede interconectado. Com Larry Roberts do MIT, ele começou o projeto para a construção da rede em questão. A primeira conexão ARPANET foi estabelecida entre a Universidade da California em Los Angeles e o Instituto de Pesquisa de Stanford às 22h30 do dia 29 de outubro de 1969.
Em 5 de dezembro de 1969, uma rede de 4 nós foi conectada pela adição da Universidade de Utah e a Universidade da California,Santa Barbara. Baseado em ideias desenvolvidas no Alohanet, o Arpanet evoluiu rapidamente. Em 1981, o número de hospedeiros cresceu para 213, com um novo hospedeiro sendo adicionado aproximadamente de 20 em 20 dias.
Arpanet se tornou o núcleo técnico do que poderia se tornar a Internet, e uma ferramenta primária no desenvolvimento de tecnologias utilizadas na época. O desenvolvimento da Arpanet foi centrado em torno de processos RFC> (Request for Comments), ainda usado atualmente para ofertar e distribuir Protocolos de Internet e sistemas.

## NPL
Em 1965, Donald Davies do National Physical Laboratory (UK) propôs uma rede nacional de dados baseado em troca de pacotes. A proposta não foi aceita nacionalmente, mas em 1970 ele desenhou e construiu a rede de troca de pacotes Mark I para conhecer as necessidades do laboratório multidisciplinar e provar a tecnologia sob condições operacionais. Em 1976, 12 computadores e 75 dispositivos terminais foram juntados e mais foram adicionados ate a rede ser substituída em 1986.

## Merit Network
O Merit Network é uma organização sem fins lucrativos pública norte-americana para operar a rede de computadores entre 3 universidades públicas do estado de Michigan com o intuito de ajudar no desenvolvimento econômico e educacional do estado. Foi formada em 1966 como Michigan Educational Research Information Triad pelas universidades Michigan State University, Universidade de Michigan e Wayne State University. A sede encontra-se na cidade de Ann Arbor. Com suporte inicial do estado de Michigan e da Fundação Nacional da Ciência (National Science Foundation, NSF), a rede de troca de pacotes foi demonstrada pela primeira vez em dezembro de 1971. É a mais antiga rede de computadores regional dos Estados Unidos.

## TCP/IP

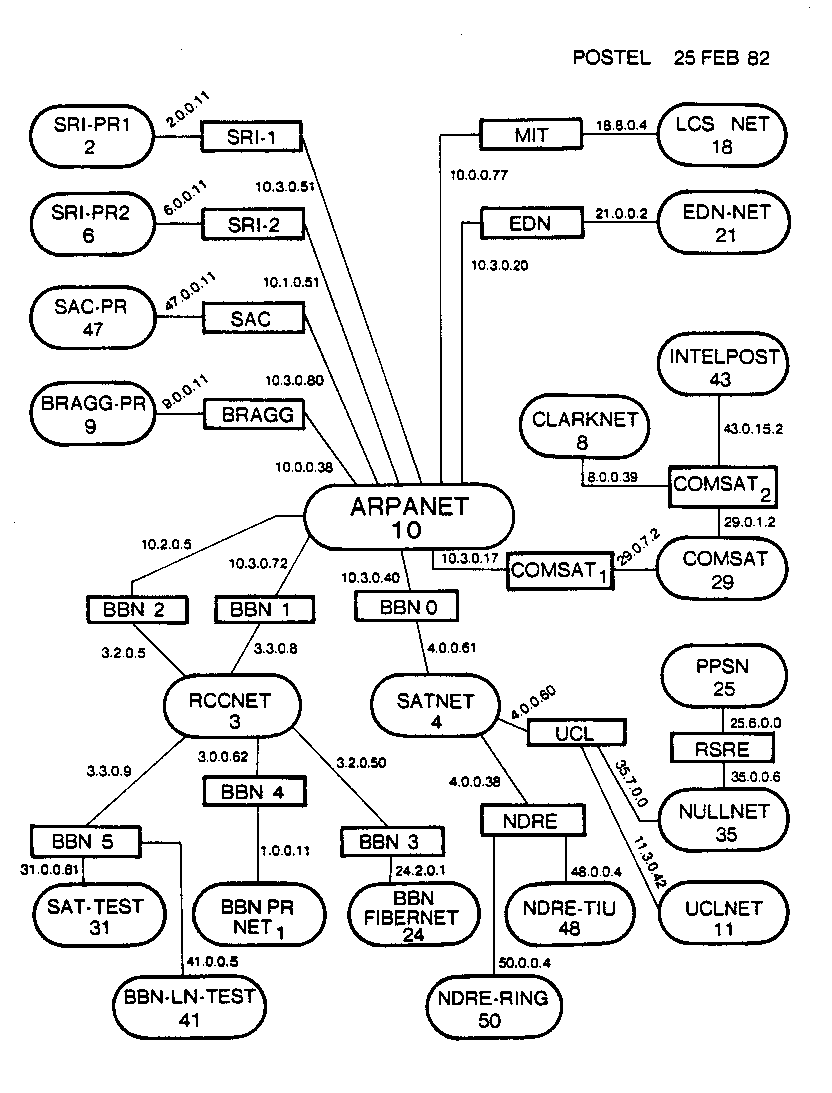
Mapa da rede de teste TCP/IP em fevereiro de 1982

Com muitos diferentes métodos de redes, alguma coisa era necessária para a unificação dos mesmos.Robert Kahn da DARPA e ARPANET recrutaram Vint Cerf da Universidade de Stanford para trabalhar com ele nesse problema. Em 1973, eles logo trabalharam com uma reformulação fundamental, onde as diferenças entre os protocolos de rede eram escondidas pelo uso de um protocolo inter-redes comum, e, ao invés da rede ser a responsável pela confiabilidade, como no ARPANET, os hospedeiros ficaram como responsáveis. Cerf creditou Hubert Zimmerman, Gerard LeLann e Louis Pouzin (designer da rede CYCLADES) como fundamentais nesse novo design de rede.
A especificação do protocolo resultante contém o primeiro uso atestado do termo internet, como abreviação de internetworking; depois RFCs repetiram seu uso, então a palavra começou como um adjetivo, ao invés do nome que é hoje. Com o papel da rede reduzida ao mínimo, ficou possível a junção de praticamente todas as redes, não importando suas características, assim, resolvendo o problema inicial de Kahn. O DARPA concordou em financiar o
projeto de desenvolvimento do software, e depois de alguns anos de trabalho, a primeira demonstração de algo sobre gateway entre a rede de Packet Radio na Baía de SF área e a ARPANET foi conduzida. Em 22 de novembro de 1977, uma demonstração de árvore de redes foi conduzida incluindo a ARPANET, o Packet Radio Network e a rede Atlantic Packet Satellite – todas patrocinadas pela DARPA. Decorrentes das primeiras especificações do TCP em 1974, TCP/IP emergiu em meados do final de 1978, em forma quase definitiva. Em 1981, os padrões associados foram publicados como RFCs 791, 792 e 793 e adotado para uso. O DARPA patrocinou e incentivou o desenvolvimento de implementações TCP/IP para vários sistemas operacionais e depois programou uma migração de todos os hospedeiros de todas as suas redes de pacotes para o TCP/IP. Em 1º de janeiro de 1983, data conhecida como Flag Day, o protocolo TCP/IP se tornou o único protocolo aprovado pela ARPANET, substituindo o antigo protocolo NCP.

## CYCLADES
A rede de troca de pacotes CYCLADES foi uma rede de pesquisa francesa feita e dirigida por Louis Pouzin. Demonstrada pela primeira vez em 1973, foi desenvolvida para explorar alternativas para o design ARPANET inicial e para dar suporte a pesquisas de rede em geral. Foi a primeira rede a fazer dos hospedeiros responsáveis pelo transporte confiável de dados, ao invés da própria rede, usando datagramas não-confiáveis e mecanismos de protocolo fim a fim associados.

## UUCP e Usenet
Em 1979, dois estudantes da Universidade de Duke, Tom Truscott e Jim Ellis, tiveram a ideia do uso de scripts simples de Bourne shell para a transferência de mensagens e noticias em uma conexão linha serial UUCP próximo a Universidade da Carolina do Norte em Chapel Hill. Após o lançamento público do software, o encaminhamento da malha de hospedeiros UUCP sobre noticias Usenet expandiu-se rapidamente. O UUCPnet, como viria a ser nomeado, também criou gateways e ligações entre FidoNet e hospedeiros BBS dial-up. As redes UUCP espalharam-se rapidamente devido aos custos mais reduzidos, capacidade de usar linhas alugadas existentes, links X.25 ou até mesmo conexões ARPANET, e a falta de políticas de uso estrito (organizações comerciais que pode fornecer correções de bugs) em comparação com as redes depois como CSnet e Bitnet. Todas as suas conexões eram locais. Em 1981, o número de hospedeiros UUCP tinha crescido para 550, quase dobrando para 940 em 1984. - Rede Sublink, operando desde 1987 e oficialmente fundada na Itália em 1989, baseia a sua interconectividade sobre UUCP para a redistribuição eletrônica de mensagens de grupos de notícias em todo o seu nós italianos (cerca de 100 na época) de propriedade tanto de pessoas físicas e pequenas empresas. Rede Sublink representou possivelmente um dos primeiros exemplos da tecnologia de internet se tornando o progresso através da difusão popular.

## O aparecimento da Internet em Portugal
A Universidade de Lisboa foi a primeira entidade em Portugal a ter uma ligação à Internet. Pouco depois, a Universidade do Minho também o fez, usando uma linha de 64Kb (da Telepac, IP sobre X.25) para a França.
Em 1990, o PUUG (Portuguese Unix Users Group) começa a comercializar ligações à Internet em Portugal.
Em 1992 a FCCN inicia registos de domínios em .pt, e em Dezembro de 1993 existem 40 domínios .pt registados. O primeiro servidor web nacional foi activado pelo LNEC (Laboratório Nacional de Engenharia Civil) em 1992.
Em 1993 o acesso à Internet é aberto aos alunos da Universidade do Minho.
Em 1996 existem 10 entidades com licença para prestação de Serviços de Telecomunicações Complementares Fixos, no âmbito dos quais se pode enquadrar o acesso à Internet.

## A Internet no Brasil e a RNP
No Brasil, os primeiros embriões de rede surgiram em 1988 e ligavam universidades do Brasil a instituições nos Estados Unidos. No mesmo ano, o Ibase começou a testar o Alternex, o primeiro serviço brasileiro de Internet não-acadêmica e não-governamental. Inicialmente o AlterNex era restrito aos membros do Ibase e associados e só em 1992 foi aberto ao público.
Em 1989, o Ministério da Ciência e Tecnologia lança um projeto pioneiro, a Rede Nacional de Ensino e Pesquisa (RNP). Existente ainda hoje, a RNP é uma organização de interesse público cuja principal missão é operar uma rede acadêmica de alcance nacional. Quando foi lançada, a organização tinha o objetivo de capacitar recursos humanos de alta tecnologia e difundir a tecnologia Internet através da implantação do primeiro backbone nacional.
O backbone funciona como uma espinha dorsal, é a infraestrutura que conecta todos os pontos de uma rede. O primeiro backbone brasileiro foi inaugurado em 1991, destinado exclusivamente à comunidade acadêmica. Mais tarde, em 1995, o governo resolveu abrir o backbone e fornecer conectividade a provedores de acesso comerciais. A partir dessa decisão, surgiu uma discussão sobre o papel da RNP como uma rede estritamente acadêmica com acesso livre para acadêmicos e taxada para todos dos outros consumidores. Com o crescimento da Internet comercial, a RNP voltou novamente a atenção para a comunidade científica.
A partir de 1997, iniciou-se uma nova fase na Internet brasileira. O aumento de acessos a rede e a necessidade de uma infraestrutura mais veloz e segura levou a investimentos em novas tecnologias. Entretanto, devido a carência de uma infraestrutura de fibra óptica que cobrisse todo o território nacional, primeiramente, optou-se pela criação de redes locais de alta velocidade, aproveitando a estrutura de algumas regiões metropolitanas. Como parte desses investimentos, em 2000, foi implantado o backbone RNP2 com o objetivo de interligar todo o país em uma rede de alta tecnologia. Atualmente (2007), o RNP2 conecta os 26 estados brasileiros e interliga mais de 300 instituições de ensino superior e de pesquisa no país, como o INMETRO e suas sedes regionais.
Outro avanço alcançado pela RNP ocorreu em 2002. Nesse ano, o então presidente da república transformou a RNP em uma organização social. Com isso ela passa a ter maior autonomia administrativa para executar as tarefas e o poder público ganha meios de controle mais eficazes para avaliar e cobrar os resultados. Como objetivos dessa transformação estão o fornecimento de serviços de infraestrutura de redes IP avançadas, a implantação e a avaliação de novas tecnologias de rede, a disseminação dessas tecnologias e a capacitação de recursos humanos na área de segurança de redes, gerência e roteamento.
A partir de 2005, a comunicação entre os point of presence (PoPs) da rede começou a ser ampliada com o uso de tecnologia óptica, o que elevou a capacidade de operação a 11 Gbit/s.
A base instalada de computadores no Brasil atinge 40 milhões, de acordo com pesquisa (divulgada em 2007) da Escola de Administração de Empresas de São Paulo da Fundação Getúlio Vargas. O número, que inclui computadores em empresas e residências, representa um crescimento de 25% sobre a base registrada no mesmo período do ano passado (2006).